# Paulo Sousa (ur. 1975)
José Paulo Sousa da Silva (ur. 13 maja 1975 w Lousadzie) – portugalski trener piłkarski i piłkarz grający na pozycji defensywnego pomocnika. Obecnie jest asystentem trenera w Leixões SC.
Sousa urodził się w Lousadzie, w dystrykcie Porto. W trakcie swojej kariery grał w SC Freamunde, UD Valonguense, FC Penafiel, FC Paços de Ferreira i cypryjskim APOP Kinyras Peyias.

## Sukcesy

### Klubowe zawodnicze
FC Paços de Ferreira
- Finalista Pucharu Portugalii: 2008/2009
- Finalista Pucharu Ligi: 2010/2011